# V6 (음악 그룹)
V6(브이식스)는 자니스 사무소 소속의 일본의 남성 아이돌 그룹이다. 소속 레코드 회사는 에이벡스이다.

## 멤버
20th Century
| 이름                          | 프로필                                       | 비고                                        |
| ----------------------------- | -------------------------------------------- | ------------------------------------------- |
| 사카모토 마사유키(坂本昌行)   | 1971년 7월 24일(53세), O형, 도쿄도 출신      | V6, 20th Century의 리더                     |
| 나가노 히로시(長野博)         | 1972년 10월 9일(52세), A형, 카나가와 현 출신 |                                             |
| 이노하라 요시히코(井ノ原快彦) | 1976년 5월 17일(48세), A형, 도쿄도 출신      | 2022년 10월 26일 부터 쟈니스 아일랜드 사장÷ |

Coming Century
| 이름                    | 프로필                                      | 비고                                               |
| ----------------------- | ------------------------------------------- | -------------------------------------------------- |
| 모리타 고(森田剛)       | 1979년 2월 20일(46세), A형, 사이타마현 출신 | Coming Century의 리더                              |
| 미야케 켄(三宅健)       | 1979년 7월 2일(45세), O형, 가나가와현 출신  | 동안멤버/아라시멤버니노미야 카즈나리를좋아하는멤버 |
| 오카다 준이치(岡田准一) | 1980년 11월 18일(44세), B형, 오사카부 출신  |                                                    |

## 개요
연장조 3명을 〈20th Century (통칭:토니센, TC)〉, 연소조 3명을 〈Coming Century (통칭:카미센, CC)〉로서, 독립한 활동도 가고 있다. 그룹으로서의 음악 활동·버라이어티 프로그램 출연 외, 드라마나 영화·무대, 또 각각의 솔로 활동도 활발하게 가고 있다.
“다음 세기”라고 하는 의미의 연하조 유닛 〈Coming Century〉의 이름은, CD 데뷔 시부터 존재했지만, 그에 대하는 연장조에는 이름이 좀처럼 붙지 않고, 당초는 가칭으로 〈V6 성인팀〉·〈V6 영팀〉이라는 풍으로 나뉘고 있었다. 그러나, 무대 뒤에 마침 있던 콘도 마사히코가 쟈니 키타가와에게 성인 팀에의 명명을 진언한 일이 계기로, 카미센이 의미하는 21세기에 대해 “20세기”를 의미하는 〈20th〉라고 명명. 그 후 카미센에 맞추어 “Century”의 문자를 붙여 〈20th Century〉의 이름으로 조화되었다. 그룹의 애칭도, 쟈니 키타가와가 “20th”의 발음인 “투에니스”를 더욱 줄여 〈토니센〉이라고 명명했다.
V6의 “V”에는, 발리볼, 빅토리, 버서스, 베테랑 등, 20~30개의 의미가 존재한다. 또, 중국어명에서는 〈승리 육 인조〉라고 하는 표기를 하고 있다.
이노하라가 말하길, 〈V6는 당초 1년 한정 유닛이었다〉라고 한다.
멤버 전원 백 턴을 할 수 있다.
데뷔하고 나서 리믹스 앨범을 발매한 일은 한 번도 없지만, 싱글 곡의 대부분은 앨범 수록 시에 어레인지 되고 있다.

## 내력
- 1995년 (데뷔 전)

1994년 12월 발족 이래 프로화를 목표로 하고 있던 일본 발리볼의 〈V리그〉를 타, 1995년 가을에 후지 TV 주최로 행해진 《발리볼 월드컵》의 이미지 캐릭터로서 새로운 그룹이 만들어지는 것이, 1995년 8월에 발매된 아이돌 잡지 《Myojo》의 1995년 10월호에서 처음으로 발표된다. 그 때의 그룹명 표기는 〈Vsix〉로, 멤버도 아직 후보 단계이며, 사카모토 마사유키·이노하라 요시히코·하라 토모히로의 3명의 사진과 나가노 히로시·사노 미즈키·키타미 히데아키의 3명이라고 생각되는 실루엣의, 합계 6명이 되고 있었다. 이 6명은 당시, 〈쟈니즈 Sr.〉(초대 메인 멤버:사카모토 마사유키, 나가노 히로시 / 초대 서포트 멤버:이노하라 요시히코, 사노 미즈키, 하라 토모히로, 키타미 히데아키)로서 NHK-BS2 《아이돌 온 스테이지》에서 활약하고 있던 멤버였다. 또, 이 때 나머지 3명은 다음호에서 발표가 되고 있다. 그리고 다음호의 아이돌 잡지 〈Myojo〉 1995년 11월호까지의 사이에, 사노·키타미가 아닌, 〈고켄 콤비〉라고 불리고 있던 모리타 고(쟈니즈 Sr. 초대 서포트 멤버의 대리 멤버)와 미야케 켄이 정식으로 가입. 게다가 그 후, 쟈니 키타가와가 연상 팀과 연하 팀으로 2분하는 일을 고안. 거기서, 하라 토모히로는 원래 Sr.의 출신으로, 연하 팀에 들어갈 수 있으려면 신장도 너무 크다고 하는 일로, 닛폰 TV 《천재·타케시가 활기가 생기는 텔레비전!!》 안의 오디션 코너 〈쟈니즈 예비학교〉 출신의 오카다 준이치와 키무라 신이치, 게다가 〈J-eleven〉(나가노 히로시·이노하라 요시히코·모리타 고·미야케 켄도 소속) 출신의 오노 사토시라고 하는 3명의 후보자가 부상. 최종적으로는 오카다가 멤버에 들어가는 것으로 결정. 여기서 처음으로 현재의 멤버 구성이 되어, 1995년 9월 발매, 아이돌 잡지 〈Myojo〉 1995년 11월호에서는, 〈V6〉의 데뷔가 대대적으로 게재되어 이 시점에서 멤버는 사카모토 마사유키·나가노 히로시·이노하라 요시히코·모리타 고·미야케 켄·오카다 준이치의 6명이다. 또 1995년 9월 4일에 롯폰기의 디스코 〈벨파레〉에서 사카모토 마사유키·나가노 히로시·이노하라 요시히코·모리타 고·미야케 켄·오카다 준이치의 6명의 〈V6〉로서의 데뷔 기자 발표를 하였다.
- 1995년 (데뷔 후)

11월 1일 〈MUSIC FOR THE PEOPLE〉으로 CD 데뷔. 데뷔 이벤트 〈SING FOR THE PEOPLE〉을 성공시켰다. 또, 이미지 캐릭터를 맡은 《발리볼 월드컵》에서는 대회 중계나, V6 주연의 타이업 드라마 《V의 불꽃》에 출연하는 일로 지명도를 높여 갔다. 드라마 촬영시는 합숙 생활까지 하고 있었다. 당초(1st~4th)는 데이브 로저스 작곡에의한 유로비트의 악곡을 부르고 있었지만, 1997년 〈사랑인 거야〉부터 팝스 노선으로 전환.
- 1997년

12월 1일, 1995년 1월 17일에 발생한 한신·아와지 대지진에의 채리티 활동으로써, 1997년까지 데뷔하고 있던 TOKIO·V6·KinKi Kids가 합체 해 J-FRIENDS를 결성하는 것을 발표, 2003년 3월까지 활동했다. (자세한 것은 〈J-FRIENDS〉의 항목을 참조)
- 1998년

모리타 고가 《24시간 TV 〈사랑은 지구를 구한다 21〉 지금, 시작하자》에서, 채리티 러너로 선택되어, 100km 마라톤을 완주. 2011년 기준으로, 완주자 최연소이다.
- 2000년

여름 콘서트에서 사이타마 수퍼 아레나의 코케라 오토시 공연을 실시한다.
8월 19일~8월 20일 《24시간 TV 〈사랑은 지구를 구한다 23〉 힘낼게…너를 위해서!》에서 메인 퍼스낼리티를 맡는다.
- 2001년

타이베이에서, 일본인으로서는 처음으로, 3일간 연속 공연을, 동년 10월, 카미센이 아시아 콘서트를 실시했다.
- 2002년

한국의 《드림 콘서트 2002》에 일본인으로서 첫 출연을 한다. 또 이노하라 요시히코가 스스로의 원안에 의한 영화 《PIKA☆NCHI LIFE IS HARD 하지만 HAPPY》에 출연했다.
- 2003년

카미센 주연 영화 《COSMIC RESCUE》 개봉. 일반 개봉은 되지 않았지만, 멤버 전원 주연 영화 《하드 럭 히어로》 개봉.
- 2004년

영화 《선더버드》에서 일본어 더빙판의 성우를 담당.
- 2005년

데뷔 10주년을 맞이한다. 가을에는, V6 주연 영화 《홀드 업 다운》이 전국 개봉된다. 뮤지엄 〈V6 10th ANNIVERSARY MUSEUM〉이 기간 한정으로 오픈한다. 전국 투어와 함께 6대 도시에서 악수회를 실시했다.
- 2006년

SUMMER LIVE 2006 《굿데이!!》를 8월 3일 국립 요요기 경기장 제1체육관을 시작으로 해 9월 3일 오사카 성 홀까지 전국 7곳에서 콘서트를 실시했다. 또, 이 콘서트에서 데뷔에서부터 통산 500만명을 동원했다.
- 2010년

데뷔 15주년을 맞이한다.
- 2014년

NHK 《NHK 홍백가합전》에 첫 출연.
- 2015년

8월, 닛폰 TV 《24시간 TV 38》의 메인 퍼스낼리티를 맡았다.
데뷔 20주년을 맞이한다.
- 2020년

데뷔 25주년을 맞이한다.
- 2021년

3월 12일, 모리타 고가 2021년 10월 31일로 자니즈 사무소를 퇴소하는 것과 동시에 2020년에 데뷔 25주년을 맞은 V6는 그룹으로서의 활동을 단락짓고 해산하는 것도 자니즈 사무소로부터 발표되었다. 덧붙여 Coming Century는 그룹의 해산과 동시에 활동 종료가 되어, 20th Century만 활동을 계속한다.

## 작품

### 싱글

#### CD 싱글
| 매 | 발매일           | 타이틀                                                                          | 최고 순위 |
| -- | ---------------- | ------------------------------------------------------------------------------- | --------- |
| 1  | 1995년 11월 1일  | MUSIC FOR THE PEOPLE                                                            | 3위       |
| 2  | 1996년 2월 14일  | MADE IN JAPAN                                                                   | 1위       |
| 3  | 1996년 5월 29일  | BEAT YOUR HEART                                                                 | 1위       |
| 4  | 1996년 9월 16일  | TAKE ME HIGHER                                                                  | 1위       |
| 5  | 1997년 1월 21일  | 愛なんだ 사랑인 거야                                                            | 1위       |
| 6  | 1997년 4월 3일   | 本気がいっぱい 진심이 가득                                                      | 1위       |
| 7  | 1997년 7월 9일   | WAになっておどろう WA가 되어 춤추자                                             | 2위       |
| 8  | 1997년 11월 6일  | GENERATION GAP                                                                  | 1위       |
| 9  | 1998년 3월 11일  | Be Yourself!                                                                    | 1위       |
| 10 | 1998년 7월 15일  | 翼になれ 날개가 되어라                                                          | 3위       |
| 11 | 1998년 11월 11일 | over/EASY SHOW TIME                                                             | 1위       |
| 12 | 1999년 3월 31일  | Believe Your Smile                                                              | 1위       |
| 13 | 1999년 5월 12일  | 自由であるために 자유롭게 있기 위해서                                           | 2위       |
| 14 | 1999년 7월 14일  | 太陽のあたる場所 태양이 비추는 곳                                               | 3위       |
| 15 | 2000년 2월 2일   | MILLENNIUM GREETING                                                             | 3위       |
| 16 | 2000년 5월 10일  | IN THE WIND                                                                     | 2위       |
| 17 | 2000년 10월 25일 | CHANGE THE WORLD                                                                | 3위       |
| 18 | 2001년 2월 28일  | 愛のMelody 사랑의 Melody                                                        | 3위       |
| 19 | 2001년 6월 20일  | キセキのはじまり/SHδDO (V6/Coming Century) 기적의 시작/SHδDO                    | 3위       |
| 20 | 2001년 8월 29일  | 出せない手紙 보내지 못하는 편지                                                 | 1위       |
| 21 | 2002년 6월 12일  | Feel your breeze/one (V6/V6 feat. Shoo (S.E.S.))                                | 1위       |
| 22 | 2003년 3월 19일  | メジルシの記憶 각인의 기억                                                      | 4위       |
| 23 | 2003년 5월 28일  | Darling                                                                         | 1위       |
| 24 | 2003년 7월 2일   | COSMIC RESCUE/強くなれ COSMIC RESCUE/강해져라                                   | 1위       |
| 25 | 2004년 3월 24일  | ありがとうのうた 감사의 노래                                                    | 1위       |
| 26 | 2004년 8월 4일   | サンダーバード-your voice- 선더버드-your voice-                                 | 2위       |
| 27 | 2005년 6월 22일  | UTAO-UTAO                                                                       | 1위       |
| 28 | 2005년 10월 12일 | Orange                                                                          | 1위       |
| 29 | 2006년 6월 14일  | グッデイ!! 굿데이!!                                                             | 1위       |
| 30 | 2007년 1월 31일  | HONEY BEAT/僕と僕らのあした HONEY BEAT/나와 우리의 내일                         | 1위       |
| 31 | 2007년 5월 23일  | ジャスミン/Rainbow 재스민/Rainbow                                               | 1위       |
| 32 | 2007년 12월 12일 | way of life                                                                     | 1위       |
| 33 | 2008년 5월 28일  | 蝶 나비                                                                         | 2위       |
| 34 | 2008년 9월 17일  | LIGHT IN YOUR HEART/Swing!                                                      | 1위       |
| 35 | 2009년 6월 17일  | スピリット 영혼                                                                 | 1위       |
| 36 | 2009년 9월 2일   | GUILTY                                                                          | 1위       |
| 37 | 2010년 9월 1일   | only dreaming/Catch                                                             | 1위       |
| 38 | 2011년 8월 24일  | Sexy.Honey.Bunny!/タカラノイシ Sexy.Honey.Bunny!/소중한 의지                    | 2위       |
| 39 | 2012년 2월 15일  | バリバリBUDDY! 바리바리BUDDY!                                                   | 2위       |
| 40 | 2012년 8월 8일   | kEEP oN.                                                                        | 3위       |
| 41 | 2012년 12월 26일 | ROCK YOUR SOUL                                                                  | 1위       |
| 42 | 2013년 8월 21일  | 君が思い出す僕は 君を愛しているだろうか 네가 떠올리는 나는 너를 사랑하고 있을까 | 3위       |
| 43 | 2014년 8월 27일  | 涙のアトが消える頃 눈물의 흔적이 사라질 무렵                                    | 2위       |
| 44 | 2014년 10월 22일 | Sky's The Limit                                                                 | 1위       |
| 45 | 2015년 5월 8일   | Timeless                                                                        | 1위       |
| 46 | 2016년 6월 8일   | Beautiful World                                                                 | 1위       |

#### DVD 싱글
| 매 | 발매일          | 타이틀 | 최고 순위 |
| -- | --------------- | ------ | --------- |
| 1  | 2008년 7월 30일 | VIBES  | 1위       |

#### 20th Century
| 매 | 발매일           | 타이틀                                                          | 최고 순위 |
| -- | ---------------- | --------------------------------------------------------------- | --------- |
| 1  | 1999년 11월 25일 | WISHES〜I'll be there〜／You'll Be in My Heart (Marsa Sakamoto) | 10위      |
| 2  | 2000년 9월 20일  | Precious Love                                                   | 9위       |
| 3  | 2008년 3월 26일  | オレじゃなきゃ、キミじゃなきゃ 내가 아니면, 네가 아니면         | 1위       |

#### Coming Century
| 매 | 발매일          | 타이틀                 | 최고 순위 | 비고                                                                        |
| -- | --------------- | ---------------------- | --------- | --------------------------------------------------------------------------- |
| 1  | 1998년 5월 27일 | 夏のかけら 여름의 조각 | 2위       |                                                                             |
| 2  | 2001년 9월 19일 | MiMyCEN                | 6위       | MiMyCEN 명의/인디즈 레이블 〈Rhythm REPUBLIC〉으로부터 발매. 밴드 형식이다. |

### 앨범

#### 오리지널 앨범
| 매 | 발매일          | 타이틀                                                  | 최고 순위 |
| -- | --------------- | ------------------------------------------------------- | --------- |
| 1  | 1996년 8월 6일  | SINCE 1995 〜 FOREVER                                   | 1위       |
| 2  | 1997년 8월 13일 | NATURE RHYTHM                                           | 2위       |
| 3  | 1998년 8월 5일  | A JACK IN THE BOX                                       | 2위       |
| 4  | 1999년 8월 18일 | "LUCKY" 20th Century, Coming Century to be continued... | 1위       |
| 5  | 2000년 8월 9일  | "HAPPY" Coming Century, 20th Century Forever            | 1위       |
| 6  | 2001년 8월 1일  | Volume 6                                                | 1위       |
| 7  | 2002년 7월 31일 | seVen                                                   | 3위       |
| 8  | 2003년 8월 6일  | ∞ INFINITY 〜LOVE & LIFE〜                              | 1위       |
| 9  | 2005년 11월 1일 | musicmind                                               | 2위       |
| 10 | 2007년 9월 12일 | Voyager                                                 | 1위       |
| 11 | 2010년 3월 31일 | READY?                                                  | 2위       |
| 12 | 2013년 2월 20일 | Oh! My! Goodness!                                       | 2위       |

#### 미니 앨범
| 매 | 발매일          | 타이틀       | 최고 순위 |
| -- | --------------- | ------------ | --------- |
| 1  | 1996년 12월 2일 | GREETING     | 1위       |
| 2  | 1998년 2월 11일 | SUPER HEROES | 2위       |

#### 베스트 앨범
| 매 | 발매일          | 타이틀          | 최고 순위     |
| -- | --------------- | --------------- | ------------- |
| 1  | 2001년 1월 1일  | Very best       | 1위(2주 연속) |
| 2  | 2006년 8월 2일  | Very best II    | 1위           |
| 3  | 2015년 7월 29일 | SUPER Very best | 1위           |

#### 20th Century
| 매 | 발매일          | 타이틀                         | 최고 순위 |
| -- | --------------- | ------------------------------ | --------- |
| 1  | 1997년 9월 10일 | ROAD                           | 4위       |
| 2  | 1998년 9월 30일 | ! -attention-                  | 7위       |
| 3  | 2004년 2월 4일  | Replay〜Best of 20th Century〜 | 3위       |

#### Coming Century
| 매 | 발매일           | 타이틀                              | 최고 순위 |
| -- | ---------------- | ----------------------------------- | --------- |
| 1  | 2002년 12월 11일 | Best of Coming Century 〜Together〜 | 6위       |
| 2  | 2009년 7월 29일  | Hello-Goodbye                       | 1위       |

### 그 외

#### 6V
| 매 | 발매일      | 타이틀                                    | 비고                             |
| -- | ----------- | ----------------------------------------- | -------------------------------- |
| 1  | 2000년 12월 | 6V 感電ビリビリRemix 6V 감전 찌르르 Remix | 자세한 것은 〈6V〉의 항목을 참조 |

#### REVOLUTIONS
| 매 | 전달일     | 타이틀                                              | 비고        |
| -- | ---------- | --------------------------------------------------- | ----------- |
| 1  | 2011년 3월 | SP“Break The Wall”feat.V6 & ☆Taku Takahashi (m-flo) | 전달 한정곡 |

### 영상 작품
| 매 | 발매일                                    | 타이틀 |
| -- | ----------------------------------------- | --- |
| 1  | VHS: 1996년 3월 21일 DVD: 2000년 9월 27일 | LIVE FOR THE PEOPLE                                                                                             |
| 2  | VHS: 1997년 3월 5일 DVD: 2000년 9월 27일  | Film V6-CLIPS and more-                                                                                         |
| 3  | VHS: 1997년 9월 10일 DVD: 2000년 9월 27일 | SKY (Coming Century)                                                                                            |
| 4  | VHS: 1997년 9월 10일 DVD: 2000년 9월 27일 | SPACE-from V6 Live Tour '98-                                                                                    |
| 5  | VHS: 1998년 9월 30일 DVD: 2000년 9월 27일 | ?-question- (Coming Century)                                                                                    |
| 6  | VHS: 1999년 2월 10일 DVD: 2000년 9월 27일 | Film V6 act II-CLIPS and more-                                                                                  |
| 7  | 2001년 3월 22일                           | VERY HAPPY!!!                                                                                                   |
| 8  | 2002년 1월 17일                           | Film V6 act III-CLIPS and more-                                                                                 |
| 9  | 2002년 10월 30일                          | LIV6 |
| 10 | 2004년 5월 26일                           | LOVE&LIFE 〜V6 SUMMER SPECIAL DREAM LIVE 2003〜                                                                 |
| 11 | 2005년 3월 9일                            | Film V6 act IV -DANCE CLIPS and more-                                                                           |
| 12 | 2005년 3월 9일                            | Film V6 act IV -BALLAD CLIPS and more-                                                                          |
| 13 | 2005년 3월 9일                            | Very best LIVE -1995〜2004-                                                                                     |
| 14 | 2006년 3월 1일                            | 10th Anniversary CONCERT TOUR 2005 “musicmind”                                                                  |
| 15 | 2008년 2월 13일                           | V6 LIVE TOUR 2007 Voyager -僕と僕らのあしたへ V6 LIVE TOUR 2007 Voyager -나와 우리들의 내일에                   |
| 16 | 2009년 1월 7일                            | V6 LIVE TOUR 2008 VIBES                                                                                         |
| 17 | 2009년 2월 11일                           | 20th Century LIVE TOUR 2008 オレじゃなきゃ、キミじゃなきゃ 20th Century LIVE TOUR 2008 내가 아니면, 네가 아니면 |
| 18 | 2009년 10월 7일                           | 20th Century LIVE TOUR 2009 HONEY HONEY HONEY/ We are Coming Century Boys LIVE Tour 2009                        |
| 19 | 2010년 11월 1일                           | V6 ASIA TOUR 2010 in JAPAN READY?                                                                               |
| 20 | 2012년 1월 18일                           | V6 live tour 2011 Sexy.Honey.Bunny!                                                                             |
| 21 | 2013년 11월 27일                          | V6 LIVE TOUR 2013 “Oh! My! Goodness!”                                                                           |

### 게임
| 작 | 발매일           | 타이틀                    |
| -- | ---------------- | ------------------------- |
| 1  | 1998년 2월 28일  | 프로젝트 V6               |
| 2  | 2013년 10월 23일 | 러브센 ~V6와 비밀의 사랑~ |

### 서적
- PROJECT-V6 완전 공략 팬 북 (1998년 6월 10일, 와니 북스)
- V6 2001 IN TAIPEI (2001년 6월, 쟈니즈 숍 및 제이 스테이션)
- VVV6 수퍼 정크푸드 북 (2002년 8월 28일, 코분샤)
- VVV6 도쿄 슈란 (2004년 9월 24일, 도쿄 뉴스 통신사)
- 20th Century 《10》 TONI-TEN~as stage players~ (2005년 6월 8일, 피아)

### 사진집
- 비바! 브이식스―V6 퍼스트 사진집 (1997년 5월 15일, 슈에이샤) ISBN 978-4-08-102025-6
- HOLD UP DOWN V6 photographs (2005년 11월 3일, 카도카와 쇼텐) 촬영: 와타나베 신 ISBN 978-4-04-894157-0

### 잡지 연재
- TV 스테이션 〈V6의 주장〉

## 출연
개인 출연은 각각의 기사를 참조

### 텔레비전 드라마
- V의 불꽃 (1995년, 후지 TV 계) - V6 주연
- PU-PU-PU- (1998년, TBS 계) - 카미센 주연
- 신·우리들의 여행 Ver.1999 (1999년, 닛폰 TV 계) - 카미센 주연
- 소년 타이어 (드라마 셀렉션) 《실온~밤의 음악~》 (후지 TV 계) - 토니센

### 버라이어티 프로그램
- 매직컬 두뇌 파워!! (1996년 ~ 1999년, 닛폰 TV 계)
- 학교에 가자! (1997년 ~ 2005년, TBS 계)
- 24시간 TV (1998년·2000년, 닛폰 TV 계)
- V6의 소 (1999년 ~ 2000년, 후지 TV 계)
- 맛하 브이로쿠 (2000년, 후지 TV 계)
- 웃음 V6 병동! (2000년 ~ 2001년, 후지 TV 계)
- 미미센! (2001년, TBS 외) - 카미센
- 오토센! (2001년 ~ 2002년, TBS 외) - 카미센
- 오토센 II (2002년, TBS 외) - 카미센
- 러브센! (2002년 ~ 2004년, TBS 외)
- 애슬리트 응원 TV! 닛폰! 챠×3 (2006년 ~ 2007년, TBS 계) - 토니센
- 학교에 가자! MAX (2005년 ~ 2008년, TBS 계)
- VivaVivaV6 (2001년 ~ 2010년, 후지 TV 계)
- 신지식 계급 쿠마구스 (2008년 ~ 2010년, TBS 외)
- 미션 V6 (2010년 ~ 2011년, TBS 외)
- 남자의 편차치!! (2011년 ~ 2012년, TBS 외)
- 가챠가챠 V6 (2012년 ~ 2014년, TBS 계)
- 어메이지 팡! (2014년 ~ , TBS 계)

### 라디오
- 우리들 XXX 하고있습니~다 (1999년 10월 ~ 2002년 3월, MBS)
- V6의 카미센 뮤지엄 (1996년 4월 ~ 2004년 9월, 닛폰 방송) - 카미센
- V6의 올나이트 닛폰 (닛폰 방송)
- V6 Next Generation (1996년 ~ , JFN) - 토니센

### 뮤지컬

#### 20th Century
- PLAYZONE'91 SHOCK (1991년 7월 ~ 8월, 아오야마 극장 / 오사카 페스티벌 홀) (J-Eleven으로서 참가)
- PLAYZONE'92 작별 인사 Diary (1992년 7월 ~ 8월, 아오야마 극장 / 오사카 페스티벌 홀)
- PLAYZONE'94 MOON (1994년 7월 ~ 8월, 아오야마 극장 / 오사카 페스티벌 홀) (사카모토, 나가노 참가)
- PLAYZONE'95 KING&JOKER (1995년 7월 ~ 8월, 아오야마 극장 / 오사카 페스티벌 홀)
- PLAYZONE'96 RHYTHM (1996년 7월 ~ 8월, 아오야마 극장 / 오사카 페스티벌 홀)
- PLAYZONE'97 RHYTHMⅡ (1997년 7월 ~ 8월, 아오야마 극장 / 오사카 페스티벌 홀)
- PLAYZONE'98 5nights (1998년 7월 ~ 8월, 아오야마 극장 / 오사카 페스티벌 홀)
- PLAYZONE1999 Goodbye&Hello (1999년 7월 ~ 8월, 아오야마 극장 / 오사카 페스티벌 홀)
- PLAYZONE2000 THEME PARK (2000년 7월 ~ 8월, 아오야마 극장 / 오사카 페스티벌 홀)

### 무대

#### 20th Century
- 도쿄 선댄스~우리들의 20세기~
- 도쿄 선댄스~21세기에의 전언~
- 톤카츠 록쿠－하나가와 스케로쿠 이야기
- SAY YOU KIDS

### 영화

#### V6
- Hard Luck Hero (2003년)
- 선더버드 (일본어 더빙판) (2004년)
- 홀드 업 다운 (2005년)

#### Coming Century
- COSMIC RESCUE (2003년)

### CM
- 에바라 식품 공업 〈황금의 맛〉- 카미센

## 콘서트
| 1995년          | 이벤트              | V6  | SING FOR THE PEOPLE                                                   | - 11월 1일 - 1곳 1일간 2공연 - 국립 요요기 경기장 제1체육관(도쿄) ※발리볼의 국제 대회가 자주 개최되는 요요기 경기장에서, 데뷔 이벤트를 행했다. 본인들은 〈관객분들이 300명 정도여도, 제대로 하자〉라고 했지만, 뚜껑을 열어 보니 가득찬 만원이여서, 출연한 본인들이 제일 놀랐다고 한다. |
| 1995년          | 투어                | V6  | X'mas For The People                                                  | - 12월 22일 - 1곳 1일간 1공연 - 오사카 성 홀 ※퍼스트 라이브인 오사카 공연. 다음의 도쿄 공연과 합한 투어이지만, 크리스마스에 연관된 공연 타이틀이 되고 있다. |
| 1996년          | 투어                | V6  | New Year For The People                                               | - 1월 27일 ~ 1월 28일 - 1곳 2일간 3공연 - 요요기 화이트 시어터(도쿄) ※퍼스트 라이브인 도쿄 공연. 앞의 오사카 공연과 합한 투어이지만, 정월에 연관된 공연 타이틀이 되고 있다. |
| 1996년          | 투어                | V6  | V6 Tour in Japan                                                      | - 3월 19일 ~ 5월 5일 - 6곳 6일간 ?공연 - 홋카이도 후생 연금 회관, 센다이 썬 플라자, 요코하마 아레나, 나고야 레인보우 홀, 오사카 성 홀, 후쿠오카 썬 팰리스 ※V6 첫 전국 투어. |
| 1996년          | 투어                | V6  | V6 SINCE 1995 V consert'96                                            | - 7월 23일 ~ 8월 29일 - 7곳 7일간 ?공연 - 오사카 성 홀, 니가타 현 민회관, 히로시마 우체국 저금 홀, 후쿠오카 썬 팰리스, 센다이 썬 플라자, 나고야 레인보우 홀, 요코하마 아레나 ※여름 전국 투어. |
| 1996년          | 투어                | CC  | Coming Century Concert 1996                                           | - 8월 6일 ~ 8월 15일 - 3곳 3일간 6공연 - 이시카와 후생 연금 회관, 나가노 현 현민 문화 회관, 큐슈 후생 연금 회관 ※V6의 공연이 개최되지 않는 지역에서 개최되었다, Coming Century 첫 단독 콘서트. |
| 1996년 ~ 1997년 | 투어                | CC  | HAPPY GREETING                                                        | - 12월 24일 ~ 1월 11일 - 3곳 3일간 ?공연 - 요코하마 아레나, 나고야 레인보우 홀, 오사카 성 홀 |
| 1996년 ~ 1997년 | 투어                | V6  | HAPPY GREETING                                                        | - 12월 25일 ~ 1월 12일 - 3곳 3일간 ?공연 - 요코하마 아레나, 나고야 레인보우 홀, 오사카 성 홀 ※1월 3일의 요코하마 공연의 1부 공연 때에, 오카다가 스테이지 밑에서 머리를 부딪혀, 유혈해 버렸다. |
| 1996년 ~ 1997년 | 투어                | 20C | HAPPY GREETING                                                        | - 12월 25일 ~ 1월 8일 - 3곳 3일간 ?공연 - 도쿄 후생 연금 회관, 아이치 후생 연금 회관, 극장 비천(오사카) ※토니센 첫 콘서트 투어. |
| 1996년          | 단독 콘서트         | V6  | V6 COUNT DOWN '97                                                     | - 12월 31일 - 1곳 1일간 1공연 - 고베 월드 기념 홀 ※한신 대지진의 재해 부흥 자선 이벤트로써, 그룹 단독으로 행해진 카운트다운 콘서트. 콘서트 개최 즈음, 멤버의 의상 250점을 자선 옥션 해, 수익금 전액을 고베 시 교육위원회에 기부했다. 후에 행해진 J-FRIENDS의 카운트다운 콘서트에의 포석이 된 콘서트이다. |
| 1997년          | 투워                | V6  | 봄 1번 콘서트                                                         | - 3월 27일 ~ 5월 4일 - 6곳 12일간 ?공연 - 센다이 썬 플라자, 요코하마 아레나, 나고야 레인보우 홀, 오사카 성 홀, 히로시마 후생 연금 회관, 후쿠오카 국제 센터 ※5월 4일의 후쿠오카 공연은, 당초 회장이 후쿠오카 썬 팰리스에서 일정도 다른 날이었지만, 신청 다수에 의해, 일정·회장을 변경해 행해졌다. |
| 1997년          | 투어                | CC  | WHAT’S COOL !?                                                        | - 7월 27일 ~ 8월 30일 - 5곳 5일간 ?공연 - 마코마나이 아이스 아레나, 요코하마 아레나, 나고야 레인보우 홀, 오사카 성 홀, 후쿠오카 국제 센터 ※카미센으로서는, 첫 전국 투어. 7/26(투어 첫 날)의 오사카 공연이, 태풍의 영향으로 연기가 된다. |
| 1997년          | 투어                | V6  | WA가 되어 춤추자                                                      | - 7월 28일 ~ 8월 31일 - 5곳 6일간 15공연 (추가 3공연 포함) - 마코마나이 아이스 아레나, 요코하마 아레나, 나고야 레인보우 홀, 오사카 성 홀, 후쿠오카 국제 센터 |
| 1997년          | 투어                | 20C | “ROAD” show                                                           | - 9월 6일 ~ 11월 9일 - 11곳 15일간 ?공연 - 센다이 썬 플라자, 후쿠시마 현 문화 센터, 오오미야 소닉 시티, 치바 현 문화 회관, 도쿄 후생 연금 회관, 시즈오카 시민 문화 회관, 나가노시 민회관, 아이치 후생 연금 회관, 고베 국제 회관, 히로시마 후생 연금 회관, 후쿠오카 시 민회관 ※토니센으로서는 첫 전국 투어. V6나 카미센이 공연을 실시하지 않은지역에서 많은 공연을 했다. |
| 1997년          | 이벤트              | V6  | 쟈니즈 카운트다운 콘서트                                              | - 12월 31일 - 1곳 1공연 - 도쿄 타카라즈카 극장 ※이 이벤트에서 처음으로, J-FRIENDS로서 무대에 선다. |
| 1998년          | 투어                | V6  | GENERATION GAP                                                        | - 1월 2일 ~ 1월 15일 - 3곳 11일간 ?공연 - 도쿄 타카라즈카 극장, 나고야 레인보우 홀, 오사카 성 홀 ※도쿄 공연은, 나고야·오사카 공연과는 다른 내용으로 행해졌다. 1월 15일의 도쿄 공연에서는, 폭설이었지만 공연을 실시. 또 같은 날의 아침, 〈쟈니즈 축제 in 도쿄 타카라즈카 극장 파이널 스테이지〉의 티켓 구입 추첨회가, 회장 가까이의 히비야 야외 대음악당에서 행해졌기 때문에, 추첨회 개시 전에 멤버 전원이 추첨 회장에 인사를 하러 왔다. |
| 1998년          | 투어                | V6  | 쟈니즈 축제 in 도쿄 타카라즈카 극장 파이널 스테이지                   | - 1월 18일 - 1곳 2공연 - 도쿄 타카라즈카 극장 ※타카라즈카 극장에서 행해진 공연의 마지막 날에, 동사무소의 탤런트가 다수 출연해 행해진 이벤트. |
| 1998년          | 단발 콘서트         | V6  | GENERATION GAP                                                        | - 5월 1일 ~ 5월 5일 - 1곳 4일간 7공연 - 요코하마 아레나 ※겨울에 나고야, 오사카에서 행해진 공연과 같은 내용을, 추가 공연으로써 요코하마에서 개최. |
| 1998년          | 투어                | CC  | Johnny's Summer Concert '98 〈Coming Century〉                        | - 7월 27일 ~ 8월 27일 - 3곳 4일간 7공연 - 요코하마 아레나, 나고야 레인보우 홀, 오사카 성 홀 ※V6가 행해지는 공연일을 전후한 일정으로, 공연을 했다. |
| 1998년          | 투어                | V6  | Johnny's Summer Concert '98 〈V6〉                                    | - 7월 28일 ~ 8월 30일 - 3곳 5일간 9공연 - 요코하마 아레나, 나고야 레인보우 홀, 오사카 성 홀 |
| 1998년          | 투어                | 20C | Johnny's Concert Tour ‘98 〈20th Century〉                            | - 9월 5일 ~ 10월 24일 - 9곳 13일간 ?공연 - Zepp Sapporo, 모리오카 시민 문화 센터, 센다이 썬 플라자, 도쿄 국제 포럼 홀A, 야마나시 현민 문화 홀, 시즈오카 시민 문화 회관, 나고야 시민 회관, 오사카 후생 연금 회관, 후쿠오카 시민 회관 |
| 1998년          | 이벤트              | V6  | V6 PRIVATE PARTY                                                      | - 11월 28일 ~ 12월 20일 - 8곳 5일간 ?공연 - Zepp Sapporo(오카다), 센다이 썬 플라자(미야케), NHK홀(20th Century), 이시카와 현 산업 전시관 1호관]](모리타), 아이치 후생연금 회관(사카모토), 오사카 후생 연금 회관(Coming Century), 히로시마 아스터 플라자(나가노), 후쿠오카 스카라에스파시오(이노하라) ※11th 싱글 〈over / EASY SHOW TIME〉의 구입 특전으로써, 응모권을 보내면 추첨으로 초대된 이벤트. 각각의 회장에는, 멤버의 누군가가 오는 것이 되어 있어, 공연 당일에 본인의 등장으로 처음으로 알게 되었다 (회장명의 뒤에, 어느 멤버가 입장했는지를 기재).                                                         |
| 1998년 ~ 1999년 | 투어                | V6  | Johnny's Winter Consert '98~'99 〈V6〉                                | - 12월 25일 ~ 1월 7일 - 2곳 8일간 11공연 (추가 1공연 포함) - 요코하마 아레나, 오사카 성 홀 ※1998년에 요코하마 베이스타스가 일본 제일이 된 것을 기념해, 〈요코하마〉에 〈(V) 6공연〉을 예정하고 있었지만, 1공연 추가 공연이 정해졌기 때문에, 결국 7공연을 행했다. |
| 1998년          | 이벤트              | V6  | J-FRIENDS 카운트다운 콘서트 〈Asia Biggest Countdown in Dome〉        | - 12월 31일 - 1곳 1공연 - 도쿄 돔 ※이 공연으로부터, 도쿄 돔에서의 카운트다운 콘서트가 항례가 된다. |
| 1999년          | 투어                | CC  | Johnny's Summer Concert '99 〈Coming Century〉                        | - 7월 24일 ~ 8월 27일 - 9곳 11일간 16공연 - 홋카이도 후생 연금 회관, 센다이 썬 플라자, 요코하마 아레나, 아이멧세 야마나시, 하마마츠 아레나, 나고야 레인보우 홀, 오사카 성 홀, 히로시마 그린 아레나, 마린멧세 후쿠오카 ※여름의 투어로 V6로서는 행해지지 않았던 지역을 포함해 행해졌다. |
| 1999년          | 투어                | V6  | Johnny's Summer Concert '99 〈V6〉                                    | - 8월 9일 ~ 8월 26일 - 3곳 6일간 12공연 - 요코하마 아레나, 나고야 레인보우 홀, 오사카 성 홀 |
| 1999년          | 단발 콘서트＋이벤트 | V6  | 학교에 가자! PRESENTS V6 1999 SUMMER CONCERT                          | - 8월 31일 - 1곳 1일간 2공연 - 요코하마 아레나 ※자신이 출연하고 있던 TV 프로 《학교에 가자!》의 프로그램 수록도 겸해 행해진, 이벤트 색이 강했던 콘서트. |
| 1999년 ~ 2000년 | 투어                | 20C | 20th Century 〈WISHES〉                                               | - 11월 27일 ~ 2월 13일 - 11곳 14일간 공연 - 홋카이도 후생 연금 회관, 이와테 현 민회관, 센다이 썬 플라자, 도쿄 국제 포럼 홀 A, 카나가와 현민 홀, 이시카와 후생 연금 회관, 나가노 시 민회관, 시즈오카 시민 문화 회관, 나고야 시 민회관, 오사카 페스티벌 홀, 히로시마 우체국 저금 회관 |
| 1999년          | 이벤트              | 20C | 〈WISHES〉 발매 기념 비밀 라이브                                      | - 12월 26일 - 1곳 1공연 - 도쿄 국제 포럼 홀D ※싱글 〈WISHES〉 발매를 기념해, 구입자를 대상으로 응모를 모집해, 150명을 초대해 행해진 비밀 라이브. |
| 1999년          | 이벤트              | V6  | J-FRIENDS MILLENNIUM in TOKYO DOME                                    | - 12월 31일 - 1곳 1공연 - 도쿄 돔 |
| 2000년          | 투어                | V6  | MILLENNIUM GREETING                                                   | - 1월 3일 ~ 1월 10일 - 2곳 7일간 12공연 - 요코하마 아레나, 오사카 성 홀 ※1월 8일의 공연에서, 모리타가 콘서트 도중에 스테이지에서 낙하해, 등~허리를 다쳐 퇴장했다 |
| 2000년          | 투어                | V6  | "HAPPY" Coming Century, 20th Century forever                          | - 8월 25일 ~ 9월 10일 - 2곳 4일간 7공연 - 사이타마 수퍼 아레나, 오사카 성 홀 ※V6로서는, 2곳만으로 공연을 실시, 사이타마 수퍼 아레나 공연에서는 오픈 기념 공연(V6가, 콘서트로써는 처음으로 사용)을 행했다. |
| 2000년          | 투어                | CC  | 맛하 브이로쿠 special Coming Century summer tour 2000                 | - 7월 29일 ~ 8월 31일 - 9곳 12일간 20공연 (추가 1공연 포함) - 홋카이도 후생 연금 회관, 센다이 시 체육관, 야마가타 시 종합 스포츠 센터, 사이타마 수퍼 아레나, 요코하마 아레나, 이시카와 현 산업 전시관 4호관, 트윈멧세 시즈오카, 나고야 레인보우 홀, 오사카 성 홀, 마린멧세 후쿠오카 ※이 해의 여름 투어도, V6로서는 행해지지 않았던 지역을 포함해 행해졌다. |
| 2000년 ~ 2001년 | 투어                | 20C | 20th Century 〈Precious Lφve〉(프레셔스 라이브)                       | - 11월 10일 ~ 2월 13일 - 16곳 19일간 34공연 - 홋카이도 후생 연금 회관, 토마코마이 시 민회관, 이와테 현 민회관, 후쿠시마 현 문화 센터, 이바라키 현립 현민 문화 센터, 오오미야 소닉 시티, 도쿄 국제 포럼 홀A, 야마나시 현립 현민 문화 센터, 액트 시티 하마마츠, 나고야 센츄리 홀, 오사카 페스티벌 홀, 히로시마 후생 연금 회관, 마츠야마 시 민회관, 카가와 현 현민 홀, 후쿠오카 썬 팰리스, 나가사키 브릭 홀 ※3월 22일에 이 투어의 내용을 수록한 DVD가 발매되어 버렸기 때문에, 4월 7일 이후의 도쿄·나고야 공연은, DVD를 본 사람이면, 처음으로 공연에 온 사람이라도 공연 내용을 알 수 있어버리고 있는 상태에서 행해졌다. |
| 2001년          | 투어                | V6  | V6 winter concert 2001 〈Very best〉                                  | - 1월 2일 ~ 1월 8일 - 2곳 6일간 10공연 - 요코하마 아레나, 오사카 성 홀 |
| 2001년          | 해외 투어           | V6  | V6 2001 타이베이 콘서트 V6 CONCERT 2001 IN TAIPEI                     | - 2월 9일 ~ 2월 11일 - 1곳 3일간 3공연 - 남항 101 ※남항 101은 타이베이 101이 아니다. ※일본인 아티스트 첫 타이완 3일간 연속 공연. 또 V6로서 타이베이에서의 첫 공연. |
| 2001년          | 투어                | V6  | V6 Summer Tour 2001 〈Volume6〉                                       | - 7월 24일 ~ 8월 28일 - 6곳 15일간 24공연 (추가 3공연 포함) - 마코마나이 옥외 경기장, 쉘컴 센다이, 쿠니타치 요요기 경기장 제1체육관, 나고야 레인보우 홀, 오사카 성 홀, 마린멧세 후쿠오카 ※〈콘서트는, 6명만으로 실시하고 싶다〉라는 멤버의 의향에 의해, 이 투어 이후는, 쟈니즈 Jr.의 출연은 행해지지 않았다(일부 게스트 출연은 있음). 8월 22일의 도쿄 공연이, 태풍의 영향에 의해 8월 28일에 연기가 되었다. |
| 2001년          | 투어+해외 투어      | CC  | Coming Century Concert Tour 2001 〈Around Asia〉                      | - 10월 20일 ~ 12월 9일 - 14곳 22일간 34공연 (추가 3공연 포함) - 홋카이도 후생 연금 회관, 모리오카 시민 문화 센터, 센다이 썬 플라자, 아키타 현 민회관, 쿠니타치 요요기 경기장 제1체육관, 토야마 오바드 홀, 시가 현립 예술 극장원 비와코 홀, 오사카 페스티벌 홀, 고베 국제 회관, 히로시마 우체국 저금 홀, 큐슈 후생 연금 회관, 후쿠오카 썬 팰리스, 남항 101(타이완), 홍콩 퀸 엘리자베스 스타디움 ※종래의 아레나 클래스가 아니고, 홀 클래스의 공연을 중심으로 투어를 전개. 또 첫 해외 공연을, 11월 4일 - 6일에 타이베이(추가 2공연), 11월 7일 - 9일에 홍콩에서 실시했다.                                               |
| 2001년 ~ 2002년 | 디너쇼              | 20C | 20th Century Dinner Show                                              | - 12월 21일 ~ 1월 6일 - 2곳 7일간 13공연 (추가 4공연 포함) - 도쿄 젠닛쿠 호텔, 오사카·테이코쿠 호텔 ※V6의 멤버로서, 또 토니센으로서 첫 디너 쇼. 응모자 다수 때문에, 1월에 4공연을 추가. 2011년 1월 기준으로, 이것이 처음이자 마지막의 디너 쇼가 되고 있다. |
| 2002년          | 투어                | V6  | V6 SUMMER CONCERT 2002 〈Feel your breeze "one" summer〉              | - 7월 30일 ~ 9월 1일 - 6곳 17일간 25공연 - 마코마나이 옥외 경기장, 쉘컴 센다이, 쿠니타치 요요기 경기장 제1체육관, 나고야 레인보우 홀, 오사카 성 홀, 마린멧세 후쿠오카 |
| 2002년          | 투어                | CC  | Coming Century Autumun Concert 2002 〈HAVE A SUPER GOOD LIVE 2002〉   | - 9월 28일 ~ 12월 1일 - 5곳 11일간 19공연 (추가 4공연 포함) - 홋카이도 후생 연금 회관, 센다이 썬 플라자, 국립 요요기 경기장 제1체육관, 오사카 페스티벌 홀, 히로시마 우체국 저금 홀 |
| 2002년          | 해외 투어           | V6  | V6 ARENA TOUR 2002 Feel Your breeze HK                                | - 11월 2일 ~ 11월 3일 - ?곳 ?일간 ?공연 - 홍콩 컨벤션 센터(Hong Kong Convention & Exhibition Centre) |
| 2002년          | 해외 투어           | V6  | V6 ARENA TOUR 2002 Feel Your breeze                                   | - 11월 15일 ~ 11월 17일 - 1곳 3일간 3공연 - 남항 101(타이완) |
| 2003년          | 투어                | 20C | 20TH CENTURY TOUR 2003 〈SCREAMING!〉                                 | - 4월 20일 ~ 6월 29일 - 19곳 23일간 40공연 (추가 4공연 포함) - 오비히로 시민 문화 홀, 홋카이도 후생 연금 회관, 센다이 썬 플라자, 코리야마 시민 문화 센터, NHK홀, 도쿄 국제 포럼 홀A, 퍼시피코 요코하마 국립대 홀, 요코스카 예술 극장, 니가타 테르사, 이시카와 후생 연금 회관, 나가노 시 민회관, 나고야 센츄리 홀, 요카이치 시민 문화 회관, 시가 현립 예술 극장원 비와코 홀, 오사카 페스티벌 홀, 고베 국제 회관, 히로시마 후생 연금 회관, 큐슈 후생 연금 회관, 후쿠오카 썬 팰리스 |
| 2003년          | 단독 콘서트         | V6  | V6 SUMMER SPECIAL DREAM LIVE 2003                                     | - 8월 14일 ~ 8월 28일 - 1곳 13일간 17공연 - 국립 요요기 경기장 제1체육관 ※이 해는 투어는 행해지지 않고, 도쿄에서만 개최. 공연 날마다 〈V program〉과 〈V V program〉의 2패턴의 공연 내용으로 행해졌다. 게다가 8월 28일은 추가 공연으로써 〈V V V program〉(V program과 VV program의 각각의 공연을, 정리해 1일에 보여주는 내용)을 행했다. 이하는 각 공연을 실시한 공연일과 공연회. V program: 8월 14일(밤)·16일(낮·밤)·18일(밤)·22일(밤)·24일(낮·밤)·26일(밤) V V program: 8월 15일(밤)·18일(낮·밤)·19일(밤)·23일(낮·밤)·25일(밤)·27일(밤) V V V program: 8월 28일(낮)                                               |
| 2003년          | 투어                | CC  | Coming Century Concert Tour 2003 〈Coming with me!!〉                 | - 10월 19일 ~ 12월 7일 - 10곳 15일간 20공연 - 홋카이도 후생 연금 회관, 아오모리 시 문화 회관, 이와테 현 민회관, 센다이 썬 플라자, 도쿄 국제 포럼 홀A, 토야마 오바드 홀, 나가노 시 민회관, 나고야 레인보우 홀, 오사카 성 홀, 히로시마 썬 플라자 홀 |
| 2004년          | 투어·단독 콘서트    | V6  | V6 SUMMER SPECIAL DREAM LIVE 2004                                     | - 7월 31일 ~ 8월 25일 - 2곳 18일간 24공연 - 국립 요요기 경기장 제1체육관, 오사카 성 홀 ※이 해는 〈OSAKA DREAM〉, 〈TOKYO DREAM〉, 〈V program〉, 〈V V program〉, 〈《학교에 가자!》 SUMMER DREAM LIVE〉의 5패턴에서 공연을 전개. 이하는 각 공연을 실시한 공연일과 공연회. OSAKA DREAM: 8월 1일(낮·밤)·2일(밤) TOKYO DREAM: 8월 7일(밤)·8일(낮·밤)·9일(밤) V program: 8월 12일(밤)·14일(낮·밤)·16일(밤)·19일(밤)·21일(낮·밤)·23일(밤) V V program: 8월 13일(밤)·15일(낮·밤)·17일(밤)·20일(밤)·22일(낮·밤)·24일(밤) 《학교에 가자》 8월 25일(밤)                                                                     |
| 2005년          | 이벤트              | V6  | thank you☆mind                                                        | - 11월 1일 - 1곳 1일간 3공연 - 국립 요요기 경기장 제1체육관(도쿄) ※데뷔 10주년을 기념해 행해진 이벤트. ※3회째(밤)의 공연은 《학교에 가자!》에서 중계되었다. |
| 2005년          | 투어                | V6  | V6 10th Anniversary Concert 2005 〈musicmind〉                        | - 11월 2일 ~ 12월 28일 - 10곳 22일간 28공연 (추가 2공연 포함) - 홋카이도립 종합 체육 센터, 센다이 시 체육관, 국립 요요기 경기장 제1체육관, 이시카와 현 산업 전시관 4호관, 나가노 빅 하트, 하마마츠 아레나, 나고야 레인보우 홀, 오사카 성 홀, 히로시마 그린 아레나, 후쿠오카 국제 센터 ※데뷔 10주년 기념으로서 행해진, 3년만의 전국 투어. |
| 2006년          | 투어                | V6  | V6 SUMMER TOUR 2006 〈굿데이!〉                                       | - 8월 3일 ~ 9월 1일 - 7곳 17일간 19공연 (추가2공연, 중지 1공연 포함) - 홋카이도립 종합 체육 센터, 국립 요요기 경기장 제1체육관, 나고야 레인보우 홀, 오사카 성 홀, 히로시마 그린 아레나, 마린멧세 후쿠오카, 카고시마 아레나 ※카고시마 공연은 당초 8/23·24위 2공연을 예정하고 있었지만, 8/23의 1공연만 행해졌다. 또, 도쿄·오사카 각각 1공연씩 추가 공연을 실시했다. |
| 2007년          | 투어                | V6  | V6 LIVE TOUR 2007 〈Voyager〉 －나와 우리들의 내일에－                | - 9월 28일 ~ 11월 18일 - 6곳 13일간 16공연 (추가 5공연 포함) - 홋카이도립 종합 체육 센터, 핫 하우스 수퍼 아레나, 국립 요요기 경기장 제1체육관, 일본 가이시 홀, 오사카 성 홀, 마린멧세 후쿠오카 ※당초 11월 3일·4일에 요코하마 아레나에서의 공연이 예정되어 있어, 공식 사이트에도 일정이 게재되고 있었지만, 팬클럽 회원에게 우선 판매의 소식을 발송하기 전에, 급거 공연 중지가 되었다. 또 도쿄에서 4공연, 오사카에서 1공연 각각 추가 공연이 정해졌다. ※9월 28일 공연·투어 첫날의 국립 요요기 경기장 제1체육관에서의 MC로, 이노하라와 세토 아사카와의 결혼을 팬 앞에서 발표.                                           |
| 2008년          | 투어                | 20C | 20th Century LIVE TOUR 2008 〈내가 아니면, 네가 아니면〉              | - 3월 16일 ~ 5월 18일 - 12곳 14일간 19공연 (추가 5공연 포함) - 웰 시티 삿포로, 이와테 현 민회관, 센다이 썬 플라자 홀, 카나자와 가극좌, 도쿄 국제 포럼 홀A, 주쿄 대학 문화 시민 회관, 오사카 국제 회의장 메인 홀, 웰 시티 히로시마, 에히메 현 현민 문화 회관, 카가와 현 현민 홀, 후쿠오카 썬 팰리스, 카고시마 시민 문화 홀(제1) ※2003년 이래 5년만의 투어. 또 도쿄에서 2공연, 나고야, 오사카, 히로시마에서 각 1공연 각각 추가 공연이 정해졌다. |
| 2008년          | 투어                | V6  | V6 LIVE TOUR 2008 〈VIBES〉                                           | - 8월 1일 ~ 8월 31일 - 8곳 15일간 19공연 (추가 5공연 포함) - 홋카이도립 종합 체육 센터, 세키스이하임 수퍼 아레나, 국립 요요기 경기장 제1체육관, 니가타 시 산업 진흥 센터, 일본 가이시 홀, 오사카 성 홀, 히로시마 그린 아레나, 마린멧세 후쿠오카 ※이 투어중에, 의상을 실은 트럭이 자연 발화한다고 하는 사건이 일어나, 트럭은 전소. 그 때문에 센다이 공연까지 다른 의상으로 공연을 실시했다. 요요기 공연은 모두 새롭게 의상을 다시 만들었다. 오사카에서 1공연, 도쿄에서 3공연 각각 추가 공연이 정해져, V6로서는 1996년 이래 12년만에 니가타 공연을 행했다. 덧붙여서 니가타의 아레나 공연은 처음이다.                  |
| 2009년          | 투어                | 20C | 20th Century LIVE TOUR 2009 〈HONEY HONEY HONEY〉                     | - 2월 7일 ~ 5월 24일 - 24곳 28일간 33공연 (추가 5공연 포함) - 삿포로 시민 홀, 쿠시로 시민 문화 회관, 아오모리 시 문화 회관, 아키타 현 민회관, 센다이 썬 플라자, 후쿠시마 현 문화 센터, 니가타 현 민회관, 웰 시티 카나자와, 나가노 시 민회관, 도쿄 국제 포럼 홀A, 타카오카 시 민회관, 아이치 현 예술 극장, 그랑큐브 오사카, 고베 국제 회관 국제 홀, 웰 시티 히로시마, 산포트 홀 타카마츠, 에히메 현 히메긴 홀, 코치 현민 문화 홀, 나루토 시민 문화 홀, 토리긴 문화 회관, 후쿠오카 썬 팰리스, 소조 대학 시민 홀, 미야자키 시민 문화 홀, 타카라야마 홀                                                                 |
| 2009년          | 이벤트              | CC  | 미니 앨범 Hello-Good bye 발매 기념 이벤트 Coming Century WARM UP GIG! | - 7월 13일 - 1곳 1일간 1공연 - SHIBUYA-AX ※7월 19일부터 시작되는 6년만의 투어에 향한 준비 운동 라이브. 응모자 5만명중에서, 1500명을 무료 초대해 행해졌다. |
| 2009년          | 투어                | CC  | We are Coming Century Boys LIVE TOUR 2009                             | - 7월 19일 ~ 9월 13일 - 9곳 15일간 19공연 - 홋카이도립 종합 체육 센터, 세키스이하임 수퍼 아레나, 국립 요요기 경기장 제1체육관, 선 돔 후쿠이, 나가노 빅 하트, 일본 가이시 홀, 오사카 성 홀, 히로시마 그린 아레나, 마린멧세 후쿠오카 ※Coming Century로서는, 6년만의 투어. |
| 2009년          | 해외 투어           | V6  | V6 ASIA TOUR in 한국&타이베이                                         | - 11월 14일 ~ 11월 22일 - 2곳 4일간 5공연 - 서울 올림픽 공원 올림픽 홀, 타이베이 아레나 ※7년만이 되는 아시아 투어. 또 V6로서 서울은 첫 공연이 된다. |
| 2010년          | 투어                | V6  | V6 ASIA TOUR 2010 in JAPAN READY?                                     | - 4월 3일 ~ 6월 13일 - 6곳 14일간 19공연 (추가 7공연 포함) - 홋카이도립 종합 체육 센터, 센다이 세키스이하임 수퍼 아레나, 국립 요요기 경기장 제1체육관, 나고야 일본 가이시 스포트 플라자 가이시 홀, 마린멧세 후쿠오카, 고베 월드 기념 홀 |
| 2011년          | 투어                | V6  | V6 live tour 2011 Sexy.Honey.Bunny!                                   | - 8월 20일 ~ 10월 10일 - 8곳 14일간 17공연 (추가 3공연 포함) - 오사카 성 홀, 고베 월드 기념 홀, 국립 요요기 경기장 제1체육관, 이시카와 현 산업 전시관 4호관, 토키멧세 니가타 컨벤션 센터, 홋카이도립 종합 체육 센터, 마린멧세 후쿠오카, 요코하마 아레나 |
| 2013년          | 투어                | V6  | V6 LIVE TOUR 2013 Oh! My! Goodness!                                   | - 3월 9일 ~ 5월 26일 - 10곳 17일간 18공연 - 도쿄·쿠니타치 요요기 경기장 제1체육관, 히로시마 그린 아레나, 나고야·일본 가이시 스포츠 플라자 가이시 홀, 오사카 성 홀, 마린멧세 후쿠오카, 미야기·세키스이하임 수퍼 아레나, 토키멧세 니가타 컨벤션 센터, 도쿄·쿠니타치 요요기 경기장 제1체육관, 나가노·빅 하트, 홋카이도립 종합 체육 센터 |
| 2015년          | 투어                | V6  | V6 LIVE TOUR 2015                                                     | - 8월 30일 ~ 11월 1일 |

## 수상
- 2004년 '아시아문화교류 공헌유공상'
- 2009년 아시아송 페스티벌 '아시아 스페셜 어워드'